# خوان كروز (لاعب كرة قدم)
خوان كروز (بالإسبانية: Juan Cruz Diaz Espósito)‏ هو لاعب كرة قدم إسباني، ولد في 25 أبريل 2000 في رينكون دي لا فيكتوريا في إسبانيا. لعب مع نادي مالقا.

## وصلات خارجية
- حزقيال كروز على موقع قاعدة بيانات كرة القدم.إي يو (الإنجليزية)
- حزقيال كروز على موقع Soccerway.com (الإنجليزية)